# شاه‌کرم (داش‌کسن)
شاه‌کرم (به لاتین: Şahkərəm) منطقه‌ای مسکونی در جمهوری آذربایجان است که در شهرستان داش‌کسن واقع شده‌است. این روستا ۷۳ نفر جمعیت دارد.